# 1996年アトランタオリンピックのフランス選手団
1996年アトランタオリンピックのフランス選手団（1996ねんアトランタオリンピックのフランスせんしゅだん）は、1996年7月19日から8月4日にかけてアメリカ合衆国のジョージア州アトランタで開催された1996年アトランタオリンピックのフランス選手団、およびその競技結果。

## 概要
今大会は金メダル15個、銀メダル7個、銅メダル15個の合計37個のメダルを獲得した。

## メダル
| メダル | 選手名                                                                                | 競技   | 種目                      |
| ------ | ------------------------------------------------------------------------------------- | ------ | ------------------------- |
| 金     | ジャン・ガルフィオン                                                                  | 陸上   | 男子棒高跳                |
| 金     | マリー・ジョゼ・ペレク                                                                | 陸上   | 女子200m                  |
| 金     | マリー・ジョゼ・ペレク                                                                | 陸上   | 女子400m                  |
| 金     | ジャメル・ブーラ                                                                      | 柔道   | 男子78kg以下級            |
| 金     | ダビド・ドゥイエ                                                                      | 柔道   | 男子95kg超級              |
| 金     | マリー＝クレール・レストゥー                                                          | 柔道   | 女子52kg以下級            |
| 金     | ジャニー・ロンゴ                                                                      | 自転車 | 女子個人ロードレース      |
| 金     | フロリアン・ルソー                                                                    | 自転車 | 男子1000mタイムトライアル |
| 金     | クリストフ・カペル フィリップ・エルムノー ジャン＝ミシェル・モナン フランシス・モロー | 自転車 | 男子4000m団体追い抜き     |
| 金     | フェリシア・バランジェ                                                                | 自転車 | 女子スプリント            |
| 金     | ナタリー・ランシアン                                                                  | 自転車 | 女子ポイントレース        |
| 銀     | ジャニー・ロンゴ                                                                      | 自転車 | 女子個人タイムトライアル  |
| 銀     | フィリップ・エルムノー                                                                | 自転車 | 男子4000m個人追い抜き     |
| 銀     | マリオン・クリニェ                                                                    | 自転車 | 女子3000m個人追い抜き     |
| 銅     | パトリシア・ジラール＝レノ                                                            | 陸上   | 女子100mハードル          |
| 銅     | クリストフ・ガグリアーノ                                                              | 柔道   | 男子71kg以下級            |
| 銅     | ステファン・トレノー                                                                  | 柔道   | 男子95kg以下級            |
| 銅     | クリスティーヌ・シコ                                                                  | 柔道   | 男子72kg超級              |
| 銅     | ミゲル・マルティネス                                                                  | 自転車 | 男子クロスカントリー      |